# مقاطعة ميتروفيتسا
مقاطعة ميتروفيتشا ((بالألبانية: Rajoni i Mitrovicës)‏، (بالصربية: Косовскомитровачки округ)‏، Kosovskomitrovački Okrug)، هي واحدة من المقاطعات السبع في كوسوفو، ويقعُ مركزها الإداري في ميتروفيتسا التي تُعد أكبر مدينة في المُقاطعة. يحد المقاطعة من الجنوب الغربي مقاطعة بيجا، ومن الجنوب الشرقي والشرق مقاطعة بريشتينا، وجمهورية صربيا من جهتي الشمال والشمال الغربي.